# Shaw (Galesburg)

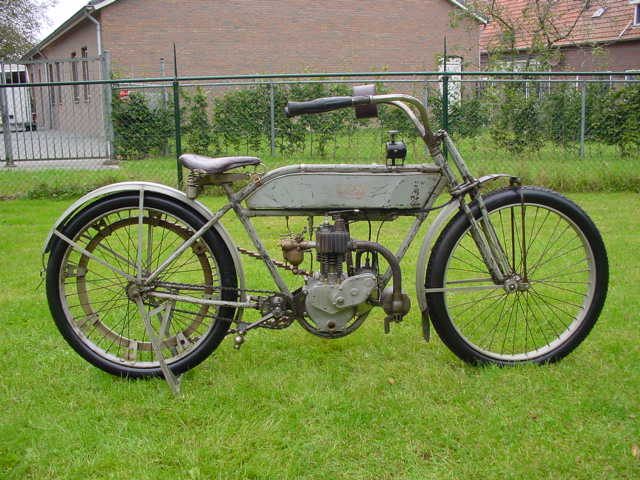
Deze Shaw 400 cc zijklepper uit 1912 heeft slechts 10 mijl op de teller. Hij komt uit het persoonlijke bezit van Stanley Shaw

Shaw is een Amerikaans historisch merk van motorfietsen:
Shaw Mfg. Co., Galesburg, Kansas (1909-1923).
Dit bedrijf was eigendom van Stanley W. Shaw (1881-1982). Men produceerde twee eencilindermodellen met 2½- en 3½ pk. Het waren zijkleppers zonder koppeling. Later volgde ook een 115 cc clip-on motor.
In 1911 nam Shaw de Kokomo-motorfietsenfabriek in Kokomo (Indiana) over. Daarmee kwam ook de 300 cc Kokomo-machine als Shaw op de markt. De productie werd overgebracht naar Galesburg. De machines van Kokomo verkochten slecht omdat ze te weinig vermogen leverden. Shaw vergrootte de cilinderinhoud tot 400 cc om dit probleem op te lossen. Tussen 1912 en 1920 werden naar schatting 240 van deze motoren geproduceerd.
Shaw ging later (waarschijnlijk na 1923) landbouwwerktuigen produceren. Deze productie werd in 1962 aan John Deere verkocht.
- Omdat het Engelse merk Shaw vanaf 1919 Amerikaanse 115 cc clip-on motoren gebruikte is er waarschijnlijk een relatie tussen beide bedrijven.